# Лукошко (остановочный пункт)
Лукошко — остановочный железнодорожный пункт Конотопской дирекции Юго-Западной железной дороги на линии Бахмач — Новобелицкая, расположенный западнее села Деревины. 

## История
Остановочный пункт был открыт на действующей ж/д линии Бахмач—Новобелицкая Юго-Западной железной дороги. На топографической карте n-36-135 по состоянию местности на 1986 год не обозначен.

## Общие сведения
Остановочный пункт представлен одной боковой платформой. Имеет 1 путь. Нет здания вокзала.

## Пассажирское сообщение
До 21.03.2020 года ежедневно станция принимала поезда сообщения Гомель—Сновск.